# Neodvislá socialistická strana dělnická
Neodvislá socialistická strana dělnická (do roku 1924 Neodvislá socialistická strana) byl krátce existující politický subjekt, vzniklý z r. 1923 z vyloučených členů Československé strany socialistické. Tvořili ji vesměs bývalí anarchokomunisté, tj. levicové křídlo národních socialistů.

## Historie strany

### Anarchokomunisté v Československé socialistické straně
Ve dnech 30. března - 1. dubna se konal IX. sjezd Československé strany národně socialistické. Ke straně se rozhodla přistoupit kromě jiných politických skupin také Federace českých anarchokomunistů, která s národními socialisty prostřednictvím svých předních členů už několik měsíců spolupracovali. 
Předním představitelem anarchokomunistů byli Bohuslav Vrbenský, Luisa Landová-Štychová, Theodor Bartošek, Michael Kácha, Vlastimil Borek ad. Národně socialistická strana se přejmenovala na Českou (později Československou) stranu socialistickou. Přijala též výrazně levicovější, radikální program, požadující znárodnění dolů, velkostatků, velkopodniků, odluku církve od státu atd. Strana se hlásila k třídnímu boji, nevylučovala revoluční cestu k socialismu (ale ani evoluční).
K rozpuštění Federace českých anarchokomunistů došlo na sjezdu Federace v únoru 1919. 4 zástupci anarchokomunistického křídla získali v rámci strany poslanecké posty - (Bohuslav Vrbenský, Luisa Landová-Štychová, Václav Draxl a Theodor Bartošek), Vrbenský získal zastoupení ve výkonném výboru strany a byl ministrem v Kramářově i Tusarově vládě.
Postupně ale narůstaly ve straně rozpory. Vrbenského křídlo bylo podstatně radikálnější než zbytek strany, který čím dál více směřoval k reformismu a umírněnosti. Část národních socialistů dokonce usilovala o revizi programu a návratu k původnímu názvu strany. Rozpory propukly již v době generální stávky a rozkolu v sociální demokracii (prosinec 1920). Větší spory však vypukly v otázce jednotné levicové fronty s KSČ, k níž se vedení ČSS stavělo rezervovaně, zatímco bývalí anarchokomunisté ji prosazovali. Postupně převládla v ČSS snaha bývalé anarchokomunisty zcela vyřadit z rozhodování o stranických otázkách, což se ovšem nepodařilo bez zásadního konfliktu. 
Zásadní roztržku ale vyvolal vstup Landové-Štychové do pražské Rady nezaměstnaných v listopadu 1922. Její vstup strana neschválila, po nátlaku sice poslankyně z Rady vystoupila, ale vedení strany, odmítající sblížení s radikální levicí, kterou anarchokomunisté prosazovali, čekalo jen na vhodnou záminku k zásahu proti Vrbenského křídlu.

### Konečná roztržka
Tato vhodná záminka přišla po atentátu na ministra financí Rašína. 7. března 1923 došlo v parlamentu k hlasování o zákonu na ochranu republiky, omezující některé demokratické svobody a mající dát větší pravomoci státu k ochraně před radikalismem zleva i zprava. Vrbenského frakce s mnohými paragrafy zákona nesouhlasila. Theodor Bartošek vypracoval pozměňovací návrhy, které ale nebyly stranou vzaty v potaz. Proto 4 poslanci, bývalí anarchokomunisté, hlasovali proti zákonu (společně s KSČ, ale i stranami německými a maďarskými).
ČSS zakročila okamžitě. Ještě v noci ze 7. na 8. března tyto poslance vyloučila ze strany a s nimi i jejich příznivce, kteří se nechtěli podřídit (J. Janda, J. Štych, redaktor Českého slova J. Kozák ad.). Vyloučení potvrdil sjezd zastupitelstva 19. března. Poslanci přišli o své mandáty ale až rozhodnutím volebního soudu z 22. června 1923.

### Nezávislá socialistická strana a cesta k Socialistickému sjednocení
Vrbenského frakce se nejprve snažila ovlivnit některé členy ČSS, aby lobbovali za její znovupřijetí do strany. Jelikož se tak nestalo, založil Bohuslav Vrbenský Neodvislou socialistickou stranu, jejíž první krajský sjezd se konal 12. - 13. května v Lounech. Sjezdu se zúčastnilo 13 delegátů zastupujících 6000 členů nové strany. Nový subjekt se přihlásil k důslednému plnění programu ČSS z dubna 1918. Později se zúčastnil také hamburského sjezdu socialistické internacionály, přestože někteří (hlavně kolem Landové-Štychové) prosazovali jednání s Komunistickou internacionálou.
Kromě hornického severu měla nová strana vliv i v Brně, kde vydávala od března do prosince 1923 časopis Průboj. 
Když ještě poslanci měli své mandáty, vytvořili společný poslanecký klub se třemi poslanci neodvislými sociálními demokraty. Spolupráce pokračovala i poté, bylo jednáno o vytvoření společné strany - Socialistického sjednocení. Pod touto hlavičkou kandidovaly obě strany (s paritním zastoupením kandidátů) v obecních volbách v září 1923. Nakonec ale k definitivnímu sjednocení nedošlo kvůli názorovým rozporům - radik. soc. dem. byli spíše pro reformismus, nezávislí socialisté inklinovali k těsné spolupráci s KSČ. 

### Vývoj po I. sjezdu
I. sjezd Socialistického sjednocení se konal 28. - 29. června 1924. Protože ale Neodvislá radikální sociálně demokratická strana do svazku nepřistoupila, bylo rozhodnuto o změnu názvu strany na Neodvislou socialistickou stranu dělnickou. De facto se tedy I. sjezd Socialistického sjednocení stal I. sjezdem této nové strany.
Strana měla kolem 5000 členů. Nejvlivnější složkou byly odbory - zejména hornické (7 300 členů), textiláků. Další důležitou přidruženou organizací byla Federace zemědělského dělnictva a domkářů. Nezávislí socialisté disponovali též 17 družstvy, vesměs konzumními. Strana měla též své mládežnické hnutí a přidala se k ní menší část skautů.[zdroj?]
Ve straně existovaly dva názorové proudy. Část chtěla zachovat vlastní samostatnost, hlásila se více k původním anarchistickým idejím, část prosazovala sloučení s KSČ a přístup ke Komunistické internacionále. Druhý názor převážil. Ústřední výkonný výbor se vyslovil pro sloučení dne 9. prosince 1924. Definitivní konec strany nastal na jejím II. sjezdu (26. - 27. září 1925, resp. na III. sjezdu KSČ, probíhajícím v téže době, který sloučení schválil. 
Luisa Landová-Štychová byla za KSČ čtyři roky poslankyní (1925 - 1929), Bohuslav Vrbenský se později stal předsedou Svazu přátel SSSR. Další bývalí anarchokomunisté pracovali v rámci KSČ jako redaktoři apod. 
Rok 1925 se obecně považuje za konec anarchistického hnutí v českých zemích (do obnovení v 90. letech).